# Örfilen
Örfilen (originaltitel: The Slap) är en australisk dramaserie från 2011. Serien visades i åtta avsnitt på ABC1 mellan 6 oktober och 24 november 2011. Serien är baserad på den prisbelönta romanen med samma namn skriven av Christos Tsiolkas. Örfilen har sålts till flertalet länder och har bland annat visats på Sveriges Television under 2013. Serien är flerfaldigt prisbelönad, bland annat vid tv-festivalerna i Monte Carlo och Banff.

## Handling
Hectors 40-årsfest får ett oväntat slut när de närvarande barnens lek urartar och Hectors kusin Harry ger ett av barnen en örfil. Serien följer sedan händelseförloppet genom åtta olika personer i de åtta avsnitten.

## Skådespelare

### Huvudroller
- Hector (Jonathan LaPaglia)
- Anouk (Essie Davis)
- Harry (Alex Dimitriades)
- Connie (Sophie Lowe)
- Rosie (Melissa George)
- Manolis (Lex Marinos)
- Aisha (Sophie Okonedo)
- Richie (Blake Davis)

### Biroller
- Gary (Anthony Hayes)
- Sandi (Diana Glenn)
- Rhys (Oliver Ackland)
- Tracey (Jane Allsop)
- Koula (Toula Yianni)
- Elisavet (Eugenia Fragos)
- Berättaren (William McInnes)
- Andrew Petrious (Steve Mouzakis)
- Hugo (Julian Mineo)
- Bilal (Tony Briggs)
- Shamira (Peta Brady)
- Craig (Brendan Cowell)
- Dimitri (Thomas Hatzilepos)
- Ali (Dimitri Baveas)
- Adam (Adrian Van Der Heyden)
- Melissa (Liberty Townsend)
- Rocco (Raffaele Costabile)
- Rachel (Gillian Jones)
- Tasha (Maud Davey)
- Jenna (Emily Wheaton)
- Lenin (Ivan Bradara)
- Tina (Chharlotte Nicdao)
- Jordan (Basil Sikiotis)
- Sava (George Vasilakakos)
- Angelika (Caitlin Tsiolkas)